# El reporter
El reporter (títol original: Anchorman: The Legend of Ron Burgundy), és una pel·lícula estatunidenca dirigida per Adam McKay i estrenada en sales l'any 2004. Ha estat doblada al català

## Argument
Durant els anys 1970, Ron Burgundy, presentador estrella, regna com a mestre a San Diego amb tot el seu equip: Brian Fantana, periodista, Brick Tamland, presentador del temps i Champ Kind, dels esports. Però l'arribada de la periodista Veronica Corningstone entre l'equip de Channel 4 posa panxa enlaire la jerarquia. Les hostilitats entre Ron i Veronica esclaten llavors per esdevenir el presentador del diari.

## Repartiment
- Will Ferrell: Ron Burgundy
- Christina Applegate: Veronica Corningstone
- Paul Rudd: Brian Fantana
- Steve Carell: Brick Tamland
- David Koechner: Camp Kind
- Fred Willard: Ed Harken, el director d'informatius de Channel 4
- Bill Kurtis: Bill Lawson, el narrador
- Chris Parnell: Garth Holliday, l'ajudant de Harken
- Kathryn Hahn: Helen
- Fred Armisen: Tino
- Seth Rogen: Scottie, el càmera
- Danny Trejo: el barman

Cameos
- Luke Wilson: Frank Vitchard, presentador de les notícies de Channel 2
- Ben Stiller: Arturo Mendez
- Vince Vaughn: Wes Mantooth, presentador de les notícies de KQHS Channel 9
- Jack Black: el motard
- Tim Robbins: el periodista de TV News

## Crítica
- "Riuràs. I llavors riuràs més. I tornaràs a riure"[3]
- "La major part del temps és bastant divertida"[4]
- "Més entretinguda que molesta. No té la boja desinhibició de "Old School" o l'encantadora demència de "Elf", però la seva alegre estupidesa és difícil de resistir"[2]